# Daniel Barbier
Daniel Barbier (10 de dezembro de 1907 — 1 de abril de 1965) foi um astrônomo francês.

## Vida e obra
Barbier estudou matemática em uma École normale supérieure. Obteve um doutorado com uma tese sobre a análise estatística de sistemas de estrelas binárias de longo período, analisando observações do Observatório de Paris e do Observatório de Marselha. Depois começou um trabalho de longos anos em cooperação com Daniel Chalonge na área de fotometria estelar. Entre 1930 e 1965 publicou mais de 200 trabalhos científicos sobre astronomia, dentre os quais sobre a composição de atmosferas estelares e a ocorrência de eclipses lunares e solares. Pesquisou a atmosfera terrestre superior, auroras polares e luz zodiacal.
Com Daniel Chalonge determinou no Institut d’Astrophysique em Paris com auxílio de medições a altura da ozonosfera na faixa de 50 a 80 quilômetros.
Em sua memória foi batizada a cratera lunar Barbier.

## Condecorações
- 1934 – Prêmio Lalande da Académie des Sciences, por sua pesquisa sobre estrelas binárias

## Obras
- De la stratosphère à l’ionosphère, Pr. Univ. de France, Paris 1942
- Les Parallaxes dynamiques des étoiles doubles, Hermann, Paris 1936
- Vergleich von Standardlichtquellen für spektralphotometrische Zwecke ; com Daniel Chalonge, Hans Kienle, Johann Wempe; In: Zeitschrift für Astrophysik; 12.1936, p. 178-191
- Les atmospher̀es stellaires; Paris, Flammarion, 1952
- L'observation des aurores pendant l'année et la coopération géophysiques internationales (1957-59) (Photométrie photoélectique de la luminescence du ciel nocturne aux Observatoires de Haute Provence et de Tamanrasset -Mai 1957 - Janvier 1960); com Gilbert Weill; Paris, Centre National de la Recherche Scientifique, 1961
- Photométrie photoélectrique de l'aurore à Port-auxFrançais (Kerguelen) (11. août 1957-31 mars 1959); com André Peron; 1961
- Observation photometrique d'une perturbation de la haute atmosphere; In Astrophysica Norvegica , p. 56-59; Oslo, Universitetsforl., 1964